# 布尔德奈
布尔德奈（法語：Bourdenay，法語發音：[buʁdənɛ]）是法国奥布省的一个市镇，位于该省西部，属于塞纳河畔诺让区。

## 地理
布尔德奈（48°21'33"N, 3°35'16"E）面积18.69 平方千米，位于法国大東部大區奥布省，该省份为法国中北部省份，北起马恩省，西接塞纳-马恩省，西南至约讷省，东南至科多尔省，东临上马恩省。
与布尔德奈接壤的市镇（或旧市镇、城区）包括：阿翁拉佩兹、贝尔瑟奈勒阿耶、沙尔穆瓦、费莱马西伊、马西伊勒阿耶、特朗科、圣莫里斯-欧里什奥姆。

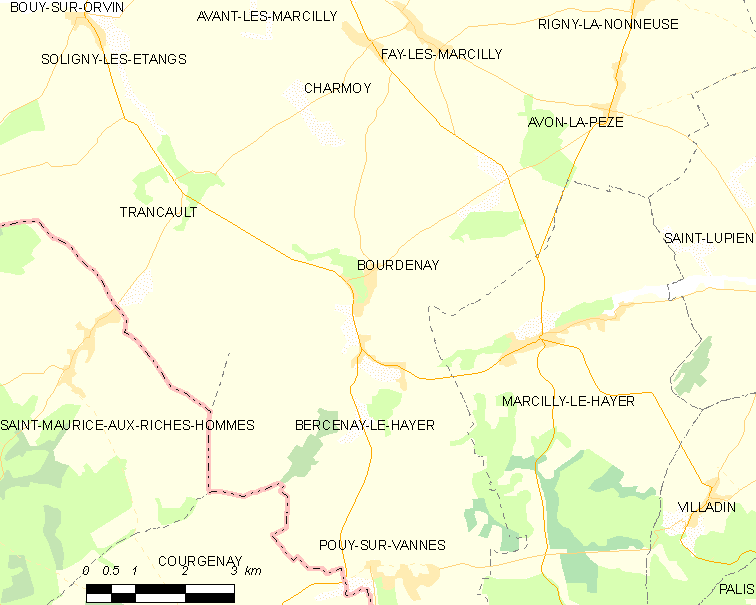
布尔德奈的OSM定位图

布尔德奈的时区为UTC+01:00、UTC+02:00（夏令时）。

## 行政
布尔德奈的邮政编码为10290，INSEE市镇编码为10054。

## 政治
布尔德奈所属的省级选区为圣利耶县。

## 人口

1962-2008年间布尔德奈人口变化图示

布尔德奈于2022年1月1日时的人口数量为123人。